# Antonio Ananiew
Antonio Ananiew (ur. 8 maja 1965 w Sofii) – bułgarski piłkarz, grający na pozycji bramkarza, oraz trener piłkarski.

## Kariera klubowa
Jest wychowankiem Sławii Sofia. W barwach tego klubu występował przez siedem sezonów: w drugiej połowie lat 80. Sławia należała do czołówki ligi bułgarskiej i, chociaż ani razu nie zdobyła mistrzostwa kraju, to dwukrotnie kończyła rozgrywki na trzecim miejscu, raz na drugim, ponadto dwa razy triumfowała w rywalizacji o Puchar Bałkanów. Ananiew w ostatnich dwóch sezonach spędzonych w Sławii o miejsce w pierwszej jedenastce musiał walczyć z reprezentantem kraju Iwko Ganczewem.
Od 1992 do 1994 roku był zawodnikiem dwu innych klubów sofijskich: Łokomotiwu i CSKA, z którym wywalczył wicemistrzostwo Bułgarii.
Latem 1994 roku wyjechał do Niemiec, gdzie występował już do końca piłkarskiej kariery. Początkowo przez dwa lata był piłkarzem drugoligowego Energie Cottbus. W 1996 roku zadebiutował w Bundeslidze w barwach 1. FC Köln. Jednakże w ciągu całego sezonu był tylko zmiennikiem Bodo Illgnera i w konsekwencji w lidze niemieckiej zagrał jeszcze jedynie sześć razy. Od 1997 roku występował wyłącznie na boiskach 2. Bundesligi: najpierw jako zawodnik Lokomotive Lipsk (16 meczów), następnie przez trzy sezony w barwach Chemnitzer FC (48 meczów).

## Kariera reprezentacyjna
W reprezentacji Bułgarii zadebiutował w pierwszym meczu (21 sierpnia 1991) selekcjonerskiej kadencji Dimityra Penewa przeciw Turcji (0:0). W kadrze wystąpił jeszcze trzykrotnie. Chociaż to on był zmiennikiem Borisława Michajłowa w czasie eliminacji do Mundialu 1994 (wystąpił w kwalifikacyjnym spotkaniu ze Szwecją, 1:1), to na mistrzostwa pojechał starszy od niego o cztery lata Płamen Nikołow. Na tym turnieju Bułgarzy zanotowali najlepszy wynik w swojej historii występów w mundialach – dotarli do półfinału.
Po zakończeniu kariery piłkarskiej pracował jako scout i asystent trenera w Chemnitzer FC. Następnie szkolił swoich następców w saudyjskim An-Nassr. Od 2006 roku jest pracownikiem Energie Cottbus, gdzie najpierw był scoutem, a od 2008 jest trenerem bramkarzy.

## Sukcesy piłkarskie
- wicemistrzostwo Bułgarii 1990, III miejsce w lidze bułgarskiej 1986 i 1991 oraz Puchar Bałkan 1986 i 1988 ze Slawią Sofia
- wicemistrzostwo Bułgarii 1994 z CSKA Sofia